# 费鲁兹米斯南
费鲁兹米斯南（1985年1月19日—2023年9月8日）是来自马来西亚沙巴州的歌手和社交媒体网红。他以模仿已故巨星比·南利闻名。

## 早期生活
费鲁兹米斯南出生于沙巴州山打根，在家中七个兄弟姐妹中排名第三。
他被授予比·南利克隆人的称号，因为其外貌和声音与比南利几乎相似。费鲁兹米斯南也非常崇拜比南利，经常通过Instagram、Youtube和Facebook翻唱后者的所有歌曲。

## 职业生涯
他在2012年参加模仿比南利大赛夺冠后走红，从此开启歌唱和演艺生涯。
2019年，和Baby Shima合唱的《Ikatan Asmara》曾成功引起话题。

## 逝世
2023年9月8日，费鲁兹米斯南在经历胸痛并晕倒送院后逝世，年仅38岁。他随后被安葬在纳闽穆斯林墓地。